# Ocularia marmorata
Ocularia marmorata är en skalbaggsart som beskrevs av Stefan von Breuning 1950. Ocularia marmorata ingår i släktet Ocularia och familjen långhorningar. Inga underarter finns listade i Catalogue of Life.